# Kratovo (Priboj)
Pour les articles homonymes, voir Kratovo.
Kratovo (en serbe cyrillique : Кратово) est un village de Serbie situé dans la municipalité de Priboj, district de Zlatibor. Au recensement de 2011, il comptait 282 habitants.

## Démographie

### Évolution historique de la population
| 1948 | 1953 | 1961 | 1971 | 1981 | 1991 | 2002 | 2011 |
| ---- | ---- | ---- | ---- | ---- | ---- | ---- | ---- |
| 305  | 331  | 436  | 390  | 355  | 349  | 305  | 282  |

|  |